# Championnat d'Italie de rink hockey 1928
Navigation
Série A 1927 Division Nationale 1929
L'édition 1928 du Championnat d'Italie de rink hockey est la 7e édition de cette compétition. Elle se conclut par la victoire de l'US Triestina.

### Sources
- (it) Cet article est partiellement ou en totalité issu de l’article de Wikipédia en italien intitulé « Serie A di hockey su pista 1928 » (voir la liste des auteurs).